# Aston (rivière)
Pour les articles homonymes, voir Aston.
L'Aston est une  rivière du sud-ouest de la France qui coule dans le département de l'Ariège. C'est un affluent de l'Ariège en rive gauche, donc un sous-affluent de la Garonne.

## Géographie
De 23,5 km de longueur, l'Aston prend sa source dans les Pyrénées ariègeoise à deux pas de l'Andorre, alimente le barrage de Laparan et le barrage de Riète, et se jette dans l'Ariège en rive gauche aux Cabannes

## Départements et communes traversés
- Ariège : Aston, Aulos-Sinsat, Château-Verdun, Larcat et les Cabannes

## Principaux affluents
- Ruisseau de la Coume de Varilhes : 4,1 km
- Le Rieutort : 5,6 km
- Ruisseau de Quioulès ou Quiol : 12,3 km
- Ruisseau de Calvière : 6,3 km
- Ruisseau Sirbal : 5,3 km
- Ruisseau des Ubals : 6,8 km

## Hydrologie

### Avant son confluent avec le Quiol
L'Aston est une rivière typique de haute montagne et donc peu régulière mais abondante, à l'instar de ses voisines de la région des Pyrénées. Son débit a été observé durant une période de 36 ans (1948-1983), à Château-Verdun, peu avant son confluent avec le Quioulès ou Quiol. La surface étudiée est de 52,8 km2, soit seulement un tiers de la totalité du bassin versant de la rivière qui fait 165 km2.
Le module de la rivière est de 2,14 m3/s.
L'Aston présente des fluctuations saisonnières de débit bien marquées, comme c'est la norme dans les régions de haute montagne. Les hautes eaux se déroulent au printemps et résultent avant tout de la fonte des neiges. Elles se caractérisent par des débits mensuels moyens allant de 3,33 à 6,33 m3/s, d'avril à juin, avec un maximum très net en mai puis en juin. À partir de la fin du mois de juin, le débit baisse rapidement jusqu'aux basses eaux d'été-automne-hiver qui ont lieu d'août à février (minimum de 0,878 m3/s en janvier). En automne, on constate un léger rebond (1,45 m3 en novembre) lié aux précipitations d'automne tombant encore en partie sous forme de pluie. Bien sûr, ces moyennes mensuelles ne sont que des moyennes et cachent des fluctuations bien plus prononcées sur de courtes périodes ou selon les années.
Aux étiages, le VCN3 peut chuter jusque 0,200 m3/s (200 litres), en cas de période quinquennale sèche, ce qui n'est pas trop sévère.
Les crues peuvent être assez importantes, compte tenu de la petitesse du bassin versant. Les QIX 2 et QIX 5 valent respectivement 20 et 28 m3/s. Le QIX 10 est de 33 m3/s, le QIX 20 de 38 m3, tandis que le QIX 50 se monte à 44 m3/s.
Le débit journalier maximal enregistré à la station hydrométrique de Château-Verdun a été de 90,3 m3/s le 1er avril 1971, tandis que le débit journalier maximal était de 27 m3/s le 30 mai 1968. Si l'on compare la première de ces valeurs à l'échelle des QIX de la rivière, l'on constate que le niveau de cette crue était nettement supérieur à celui de la crue cinquantennale défini par le QIX 50, et donc tout à fait exceptionnel.
L'Aston est une rivière petite, mais très abondante. La lame d'eau écoulée dans son bassin versant est de 1 277 millimètres annuellement, ce qui est quatre fois supérieur à la moyenne d'ensemble de la France (320 millimètres), et le double de celui du bassin de l'Ariège (586 millimètres à Pinsaguel). Le débit spécifique (ou Qsp) atteint 40,5 litres par seconde et par kilomètre carré de bassin.

### Au niveau du confluent avec l'Ariège
Le débit de l'Aston a été observé durant 8 ans (1939-1950), au niveau de Larcat, localité du département de l'Ariège située à proximité du confluent entre l'Aston et Ariège. La surface prise en compte est de 162 km2, soit la presque totalité du bassin versant du cours d'eau.
Le module de la rivière à Larcat est de 5,29 m3/s.
L'Aston y présente des fluctuations saisonnières de débit caractéristiques. Les hautes eaux se déroulent au printemps et résultent avant tout de la fonte des neiges. Elles se caractérisent par des débits mensuels moyens allant de 7,56 à 13,71 m3/s, d'avril à juin, avec un maximum très net en mai et juin. À partir de la fin du mois de juin, le débit baisse rapidement jusqu'aux basses eaux d'été qui ont lieu en août et septembre (minimum de 1,64 m3/s en août). Suit alors en octobre-novembre un deuxième sommet (4,7 m3 en novembre) lié aux précipitations d'automne tombant en partie sous forme de pluie. Dès le mois de décembre et jusqu'en février a lieu le second étiage ou étiage d'hiver avec un minimum de 2,10 m3/s en janvier, ce qui reste fort consistant.
La série des QIX n'a jamais été calculée étant donné la trop faible durée d'observation des débits de la rivière.
Le débit journalier maximal enregistré à la station de Larcat a été de 71 m3/s le 18 octobre 1940.
La lame d'eau écoulée dans la totalité de son bassin versant est de 1030 millimètres annuellement. Le débit spécifique (ou Qsp) atteint 32,7 litres par seconde et par kilomètre carré de bassin.